# Elim (Alaska)
Elim és una població dels Estats Units a l'estat d'Alaska. Segons el cens del 2007 tenia 316 habitants.

## Demografia
Segons el cens del 2000, Elim tenia 313 habitants, 84 habitatges, i 69 famílies La densitat de població era de 49,7 habitants/km².
Dels 84 habitatges en un 60,7% hi vivien nens de menys de 18 anys, en un 57,1% hi vivien parelles casades, en un 15,5% dones solteres, i en un 16,7% no eren unitats familiars. En el 14,3% dels habitatges hi vivien persones soles el 2,4% de les quals corresponia a persones de 65 anys o més que vivien soles. El nombre mitjà de persones vivint en cada habitatge era de 3,73 i el nombre mitjà de persones que vivien en cada família era de 4,16.
Per edats la població es repartia de la següent manera: un 41,9% tenia menys de 18 anys, un 10,5% entre 18 i 24, un 26,2% entre 25 i 44, un 14,7% de 45 a 60 i un 6,7% 65 anys o més.
L'edat mediana era de 24 anys. Per cada 100 dones hi havia 131,9 homes. Per cada 100 dones de 18 o més anys hi havia 122 homes.
La renda mediana per habitatge era de 40.179 $ i la renda mediana per família de 40.893 $. Els homes tenien una renda mediana de 25.938 $ mentre que les dones 21.250 $. La renda per capita de la població era de 10.300 $. Aproximadament el 8% de les famílies i el 7,9% de la població estaven per davall del llindar de pobresa.

## Poblacions més properes
El següent diagrama mostra les poblacions més properes.